# Fiat Industrial
Die Fiat Industrial S.p.A. war ein italienischer Hersteller von Lastkraftwagen, Baumaschinen, Landtechnik sowie Motoren mit Sitz in Turin. Das Unternehmen war börsennotiert und entstand 2010 im Zusammenhang mit der Aufspaltung des Fiat-Konzerns in die Teile Industrie und Automobilherstellung. Das Unternehmen war nicht identisch mit der Fiat S.p.A. Es bestanden jedoch historisch und kooperationsbedingt enge Geschäftsbeziehungen.

## Geschichte
Ende 2010 wurde die alte Fiat-Gruppe in die neue Fiat S.p.A. sowie in die Fiat Industrial S.p.A. aufgespalten. Die Alteigentümer erhielten pro alter Aktie jeweils eine Aktie der beiden neuen Unternehmen. Fiat Industrial wurde seit Januar 2011 an der Börse gehandelt. Im November 2012 wurde bekannt gegeben, dass Fiat Industrial mit seiner Mehrheitsbeteiligung CNH Global fusionieren wird. Ende 2013 fusionierten die beiden Firmen zu CNH Industrial.

## Beteiligungen
Fiat Industrial war in erster Linie eine Holdinggesellschaft für die selbständig agierenden Töchter.

### Iveco
Der Lastwagenhersteller Iveco beschäftigt gut 26.000 Mitarbeiter. Dieser entstand 1975 als Zusammenschluss der Lkw-Sparten von Fiat, des italienischen Herstellers Officine Meccaniche, des französischen Herstellers Unic sowie der deutschen Magirus-Deutz AG.

### CNH Global
An CNH Global mit Sitz in Amsterdam ist Fiat Industrial mit 89,3 % beteiligt gewesen. Das Unternehmen war der zweitgrößte Produzent von Landmaschinen weltweit und die Nummer drei in der Baumaschinenbranche. Es beschäftigte gut 25.000 Mitarbeiter und vertreibt seine Produkte unter Marken wie Steyr, Case IH und New Holland.

### Fiat Powertrain Technologies
Die Sparten Industrie- und Schiffsmotoren der Fiat Powertrain Technologies wurden der Fiat Industrial zugeschlagen, während die Automobilzulieferaktivitäten an Fiat S.p.A. gingen.